# Hadjarai
Hadjarai er en etnisk gruppe, som udgør 6,7% af befolkningen i Tchad, og er mere end 150.000 mennesker.